# Nataliia Polonska-Vasylenko
Nataliia Polonska-Vasylenko (em ucraniano:  Наталія Полонська-Василенко; 31 de fevereiro [O.S. 12 de fevereiro] de 1884 – 8 de junho de 1973 ) foi uma das principais historiadoras ucranianas do século XX. Ela era esposa do acadêmico de história e estadista ucraniano Mykola Vasylenko.

## Biografia
Polonska-Vasylenko pertencia à nobreza russa através de sua mãe, Maria Fyodorovna, que era do Oblast de Oriol.  Seu pai era um oficial imperial russo, Dmytro Menshov (1855–1918).  Polonska-Vasylenko estudou história com Mitrofan Dovnar-Zapolsky na Universidade de Kiev e desde 1912 foi membra da Sociedade Histórica de Nestor, o Cronista, com sede em Kiev.  A partir de 1916, foi professora na Universidade de Kiev e diretora do seu museu arqueológico  e foi eleita membro da Comissão de Arquivo Científico de Taurida.  Durante a década de 1920, os anos mais liberais do domínio soviético, ela foi professora nos Institutos de Geografia, Arqueologia e Arte de Kiev e pesquisadora associada na Academia de Ciências da Ucrânia (VUAN). Ela testemunhou, mas sobreviveu, aos expurgos de JosefStalin na década de 1930 e foi membro da academia reorganizada e sovietizada de 1937 a 1941. Em 1940, ela recebeu seu doutorado e tornou-se professora na Universidade de Kiev.  Durante a ocupação alemã, ela dirigiu o Arquivo Central de Documentos Antigos de Kiev e trabalhou na Administração Municipal de Kiev, foi responsável pela renomeação de ruas e consultou o Museu do Arquivo de Kiev do Período de Transição (dedicado às conquistas da ocupação alemã e aos crimes dos comunistas). Quando a maré da guerra virou contra os alemães, ela fugiu para o oeste, primeiro para Lviv, depois para Praga e, finalmente, para a Baviera. Ela foi professora na Universidade Livre Ucraniana em Praga (1944–1945),  e mudou-se com esta instituição para Munique,  onde continuou a lecionar até sua morte em 1973. Na década de 1960, ela participou ativamente do estabelecimento da Associação Histórica Ucraniana com sede nos Estados Unidos e foi sua vice-presidente desde 1965.

## Escritos
Polonska-Vasylenko era uma especialista em arqueologia ucraniana, na história da Rússia de Kiev, na história posterior dos cossacos zaporojianos e na história de sua própria época. Ela também escreveu extensivamente sobre a historiografia ucraniana moderna. 
Antes da Primeira Guerra Mundial, ela participou da compilação e redação de um grande atlas de história cultural russa, publicado em três volumes entre 1913 e 1914. Durante a década de 1920, ela publicou extensivamente em vários periódicos da Academia Ucraniana sobre os cossacos zaporojianos e a transformação e absorção do sul da Ucrânia pelo Império Russo durante os reinados de Catarina, a Grande e seus antecessores. 
Durante a Guerra Fria, privada do uso dos arquivos de sua terra natal, Polonska-Vasylenko coletou e reimprimiu muitos de seus estudos anteriores sobre Zaporíjia (1965-67), escreveu várias memórias da vida intelectual na Ucrânia revolucionária e soviética, incluindo uma história da Academia Ucraniana de Ciências (2 vols. 1955–1958), publicou um livro sobre as repressões de Stalin aos historiadores ucranianos (1962) e voltou-se cada vez mais para a síntese, no final de sua carreira, publicando um volume sobre a historiografia ucraniana (1971) e uma história geral da Ucrânia em dois volumes (1973–1976). 
Na sua abordagem geral da história ucraniana, Polonska-Vasylenko seguiu o exemplo do seu ilustre antecessor emigrado, Dmytro Doroshenko, e escreveu num vão conservador, sublinhando a importância da classe de oficiais cossacos e da pequena nobreza ucraniana em que foram posteriormente transformados. Ela via os esforços desta classe pela unidade e independência nacionais, ou, pelo menos, pela autonomia, como uma das principais correntes da história ucraniana, e caracterizou o século XIX como uma época de ocupação russa e austríaca. Ela encerrou sua história geral com o advento do domínio soviético. 

## Legado
Através do seu ensino na Universidade Livre Ucraniana e das suas muitas publicações, Polonska-Vasylenko influenciou vários historiadores ucranianos mais jovens no Ocidente, especialmente o fundador da Associação Histórica Ucraniana, Lubomyr Wynar. Após a proclamação da independência da Ucrânia em 1991 e o subsequente crescimento da liberdade intelectual, as suas principais obras, incluindo a sua história da Academia Ucraniana e a sua história geral da Ucrânia, foram reimpressas no seu país natal, onde finalmente se tornou amplamente conhecida. 